# Droga wojewódzka 872
Die Droga wojewódzka 872 (DW 872) ist eine 62 Kilometer lange Droga wojewódzka (Woiwodschaftsstraße) in der polnischen Woiwodschaft Heiligkreuz und im Woiwodschaft Karpatenvorland, die Łoniów mit Nisko verbindet. Die Strecke liegt im Powiat Sandomierski, im Powiat Tarnobrzeski, im Powiat Kolbuszowski, im Powiat Stalowowolski und im Powiat Niżański.

## Streckenverlauf
Woiwodschaft Heiligkreuz, Powiat Sandomierski
-  Łoniów (DK 9, DK 79)
- Świniary Stare
- Świniary Nowe

Woiwodschaft Karpatenvorland, Powiat Tarnobrzeski
-  Baranów Sandomierski (DW 985)
- Wola Baranowska
- Knapy
- Durdy

Woiwodschaft Karpatenvorland, Powiat Kolbuszowski
- Huta Komorowska
-  Majdan Królewski (DK 9)
-  Nowa Dęba (DK 9)

Woiwodschaft Karpatenvorland, Powiat Stalowowolski
-  Bojanów (DW 985)
- Stany
- Przyszów

Woiwodschaft Karpatenvorland, Powiat Niżański
-  Nisko (DK 19, DK 77)